# Cinta Asih
Cinta Asih is een bestuurslaag in het regentschap Muko-Muko van de provincie Bengkulu, Indonesië. Cinta Asih telt 429 inwoners (volkstelling 2010).